# Manuel Antoni Condeminas Hughes
Manuel Antoni Condeminas Hughes (1937 – 2024) era un empresari i diplomàtic català. Ha estat secretari general del Cos Consular a Barcelona. Va ser cònsol general honorari de Malàisia a Barcelona des de 1987 fins a la seva mort i va organitzar diferents viatges promocionals d'empresaris catalans a aquell país del sud-est asiàtic. El 2015 li fou concedida la Creu de Sant Jordi "pel seu paper en la vida econòmica catalana i singularment per la seva trajectòria diplomàtica.